# Чіта
Піво́стрів Чі́та (яп. 知多半島, ちたはんとう, МФА: [t͡ɕi̥ta hantoː]) — півострів у Японії, в центрі острова Хонсю. Розташований на півдні міста Нагоя префектури Айті. Витягнутий з півночі на південь, врізається південним краєм у затоку Ісе. Довжина — 40 км, ширина — 5—14 км. Розділяє прибережені води на затоку Ісе та Мікавську затоку.
Рельєф пагорбистий. Висота північних вершин — 40 м, центральних — 70 м, південних — 90—100 м. Середня річна температура 15 °C. Середня кількість опадів 1500 мм. Населені пункти розташовані в прибережній зоні. Водопостачання здійснюється Айтівським водогоном. Використовується для господарських та туристичних потреб. У західній частині, на штучному острові, розташований Міжнародний аеропорт Тюбу.